# 朱塞佩·萨巴迪尼
朱塞佩·萨巴迪尼（義大利語：Giuseppe Sabadini，1949年3月26日—），意大利男子足球运动员，场上位置是中场。他曾代表意大利国家队参加1974年国际足联世界杯，结果止步小组赛。